# Emeopedus longicornis
Emeopedus longicornis är en skalbaggsart som beskrevs av Fisher 1925. Emeopedus longicornis ingår i släktet Emeopedus och familjen långhorningar. Inga underarter finns listade i Catalogue of Life.